# Irina Vasiljevitsj
Irina Aleksandrovna Vasiljevitsj (Russisch: Ирина Александровна Василевич) (19 april 1985) is een Russische schaakster met FIDE-rating 2258 in 2017. Zij is sinds 2005 een damesgrootmeester (WGM) en een Internationaal Meester (IM).
In augustus 2005 werd in Hengelo het Euro Chess Tournament 2005 (Open Nederlands Jeugdkampioenschap) gehouden; de Stork Young Masters, een onderdeel van dit toernooi, werd gewonnen door Aleksander Rjazantsev met 6 pt. uit 9; Irina Vasiljevitsj behaalde 3 punten uit negen ronden.
In 2006 won Vasiljevitsj het vrouwentoernooi op Krk.
In 2011 won ze in Rijeka, met 7.5 pt. uit 9, het 'Mediterranian Flower' toernooi.
In 2013 won ze, bij de vrouwen, het kampioenschap van Moskou.
In 2017 werd ze, met 6.5 pt. uit 9, gedeeld vierde in de B-groep van het Moskou Open toernooi voor dames.

## Externe koppelingen
- (en)   Informatie over schaakpartijen van Irina Vasiljevitsj op ChessGames.com
- (en)   Informatie over schaakpartijen van Irina Vasiljevitsj op 365chess.com
- (en)  FIDE-ratinggegevens voor Irina Vasiljevitsj